# Championnat d'Europe féminin de basket-ball des moins de 20 ans 2007
Cet article traite de l'épreuve féminine. Pour la compétition masculine, voir Championnat d'Europe masculin de basket-ball des 20 ans et moins 2007.
Navigation
Hongrie 2006 Italie 2008
Le championnat d'Europe féminin de basket-ball des 20 ans et moins 2007 est la 6e édition du championnat d'Europe de basket-ball des 20 ans et moins. Seize équipes nationales participent à la compétition qui se déroule dans la ville de Sofia en Bulgarie du 13 au 22 juillet 2007.

## Équipes participantes
- Allemagne
- Belgique
- Biélorussie
- Bulgarie
- Espagne
- France
- Grèce
- Hongrie
- Israël
- Italie
- Lettonie
- République tchèque
- Russie
- Serbie
- Turquie
- Ukraine

## Phase de groupes
Dans ce 1er tour, les 16 équipes sont réparties dans quatre groupes de quatre. Les trois premiers de chaque groupe accèdent au 2e tour. Le dernier de chaque groupe est reversé dans le groupe de classement.

### Premier tour

#### Groupe A
| Rang | Équipe  | Pts | J | G | P | Pp  | Pc  | Diff |  | Résultats (dom.\ext.) |   |       |       |       |
| ---- | ------- | --- | - | - | - | --- | --- | ---- |  | --------------------- | - | ----- | ----- | ----- |
| 1    | Espagne | 6   | 3 | 3 | 0 | 219 | 186 | 33   |  | Espagne               |   | 72-68 | 67-47 | 80-71 |
| 2    | Russie  | 5   | 3 | 2 | 1 | 237 | 190 | 47   |  | Russie                | - |       | 75-53 | 94-65 |
| 3    | Grèce   | 4   | 3 | 1 | 2 | 173 | 196 | -23  |  | Grèce                 | - | -     |       | 73-54 |
| 4    | Israël  | 3   | 3 | 0 | 3 | 190 | 247 | -57  |  | Israël                | - | -     | -     |       |

- Qualifié pour le 2e tour
- Reversé dans le groupe G

#### Groupe B
| Rang | Équipe      | Pts | J | G | P | Pp  | Pc  | Diff |  | Résultats (dom.\ext.) |   |       |       |       |
| ---- | ----------- | --- | - | - | - | --- | --- | ---- |  | --------------------- | - | ----- | ----- | ----- |
| 1    | Serbie      | 6   | 3 | 3 | 0 | 251 | 182 | 69   |  | Serbie                |   | 86-62 | 82-57 | 83-63 |
| 2    | Belgique    | 5   | 3 | 2 | 1 | 206 | 217 | -11  |  | Belgique              | - |       | 68-63 | 76-68 |
| 3    | Biélorussie | 4   | 3 | 1 | 2 | 206 | 190 | 16   |  | Biélorussie           | - | -     |       | 86-40 |
| 4    | Hongrie     | 3   | 3 | 0 | 3 | 171 | 145 | 26   |  | Hongrie               | - | -     | -     |       |

- Qualifié pour le 2e tour
- Reversé dans le groupe G

#### Groupe C
| Rang | Équipe             | Pts | J | G | P | Pp  | Pc  | Diff |  | Résultats (dom.\ext.) |   |       |       |        |
| ---- | ------------------ | --- | - | - | - | --- | --- | ---- |  | --------------------- | - | ----- | ----- | ------ |
| 1    | Turquie            | 5   | 3 | 2 | 1 | 225 | 215 | 10   |  | Turquie               |   | 74-80 | 64-55 | 87-80  |
| 2    | Lettonie           | 5   | 3 | 2 | 1 | 221 | 211 | 10   |  | Lettonie              | - |       | 65-71 | 76-66  |
| 3    | Italie             | 5   | 3 | 2 | 1 | 235 | 202 | 33   |  | Italie                | - | -     |       | 109-73 |
| 4    | République tchèque | 3   | 3 | 0 | 3 | 219 | 272 | -53  |  | République tchèque    | - | -     | -     |        |

- Qualifié pour le 2e tour
- Reversé dans le groupe G

#### Groupe D
| Rang | Équipe    | Pts | J | G | P | Pp  | Pc  | Diff |  | Résultats (dom.\ext.) |   |       |       |       |
| ---- | --------- | --- | - | - | - | --- | --- | ---- |  | --------------------- | - | ----- | ----- | ----- |
| 1    | France    | 6   | 3 | 3 | 0 | 238 | 195 | 43   |  | France                |   | 83-65 | 64-57 | 91-73 |
| 2    | Allemagne | 5   | 3 | 2 | 1 | 210 | 217 | -7   |  | Allemagne             | - |       | 64-55 | 81-79 |
| 3    | Bulgarie  | 4   | 3 | 1 | 2 | 193 | 197 | -4   |  | Bulgarie              | - | -     |       | 81-69 |
| 4    | Ukraine   | 3   | 3 | 0 | 3 | 221 | 253 | -32  |  | Ukraine               | - | -     | -     |       |

- Qualifié pour le 2e tour
- Reversé dans le groupe G

### Deuxième tour
Les 12 nations qualifiées du premier tour sont réparties en deux groupes de six : dans le groupe E les qualifiés des groupes A et B et dans le groupe F ceux des groupes C et D. Toutes les équipes jouent contre les qualifiés de la poule avec laquelle ils croisent, soit 3 matches. Le classement final de ces deux groupes prend en compte les rencontres du premier tour et du second tour. Les deux premiers sont qualifiés pour les demi-finales. Les troisièmes et quatrièmes disputent la 5e place dans un tournoi à 4, tout comme les cinquièmes et sixièmes disputent la 9e place.

#### Groupe E
| Rang | Équipe      | Pts | J | G | P | Pp  | Pc  | Diff |  | Résultats (dom.\ext.) |   |       |       |       |       |       |
| ---- | ----------- | --- | - | - | - | --- | --- | ---- |  | --------------------- | - | ----- | ----- | ----- | ----- | ----- |
| 1    | Espagne     | 10  | 5 | 5 | 0 | 370 | 291 | 79   |  | Espagne               |   | 79-76 | 72-68 | 84-44 | 68-56 | 67-47 |
| 2    | Serbie      | 9   | 5 | 4 | 1 | 415 | 319 | 96   |  | Serbie                | - |       | 93-74 | 86-62 | 82-57 | 78-47 |
| 3    | Russie      | 8   | 5 | 3 | 2 | 359 | 343 | 16   |  | Russie                | - | -     |       | 73-64 | 69-61 | 75-53 |
| 4    | Belgique    | 7   | 5 | 2 | 3 | 295 | 359 | -64  |  | Belgique              | - | -     | -     |       | 68-63 | 57-53 |
| 5    | Biélorussie | 6   | 5 | 1 | 4 | 308 | 343 | -35  |  | Biélorussie           | - | -     | -     | -     |       | 71-56 |
| 6    | Grèce       | 5   | 5 | 0 | 5 | 256 | 348 | -92  |  | Grèce                 | - | -     | -     | -     | -     |       |

- Qualification pour la phase finale
- Reversé en matches de classement (5e-8e)
- Reversé en matches de classement (9e-12e)

#### Groupe F
| Rang | Équipe    | Pts | J | G | P | Pp  | Pc  | Diff |  | Résultats (dom.\ext.) |   |       |       |       |       |       |
| ---- | --------- | --- | - | - | - | --- | --- | ---- |  | --------------------- | - | ----- | ----- | ----- | ----- | ----- |
| 1    | France    | 10  | 5 | 5 | 0 | 354 | 303 | 51   |  | France                |   | 76-70 | 83-65 | 61-51 | 70-60 | 64-57 |
| 2    | Turquie   | 8   | 5 | 3 | 2 | 362 | 353 | 9    |  | Turquie               | - |       | 86-75 | 64-55 | 74-80 | 68-67 |
| 3    | Allemagne | 7   | 5 | 2 | 3 | 322 | 338 | -16  |  | Allemagne             | - | -     |       | 67-62 | 51-52 | 64-55 |
| 4    | Italie    | 7   | 5 | 2 | 3 | 321 | 322 | -1   |  | Italie                | - | -     | -     |       | 71-65 | 82-65 |
| 5    | Lettonie  | 7   | 5 | 2 | 3 | 315 | 331 | -16  |  | Lettonie              | - | -     | -     | -     |       | 58-65 |
| 6    | Bulgarie  | 6   | 5 | 1 | 4 | 309 | 336 | -27  |  | Bulgarie              | - | -     | -     | -     | -     |       |

- Qualification pour la phase finale
- Reversé en matches de classement (5e-8e)
- Reversé en matches de classement (9e-12e)

### Tour de classement
Les derniers des quatre groupes du tour préliminaire disputent ce tour de classement. Les confrontations se font sous forme de matches aller-retour pour un total de 6 matches par équipe. Le classement de ce groupe détermine les places 13 à 16 du classement final du tournoi.

#### Groupe G
| Rang | Équipe             | Pts | J | G | P | Pp  | Pc  | Diff |  | Résultats (dom.\ext.) |   |       |       |       |
| ---- | ------------------ | --- | - | - | - | --- | --- | ---- |  | --------------------- | - | ----- | ----- | ----- |
| 1    | Ukraine            | 6   | 3 | 3 | 0 | 276 | 224 | 52   |  | Ukraine               |   | 88-78 | 92-88 | 96-58 |
| 2    | République tchèque | 5   | 3 | 2 | 1 | 230 | 216 | 14   |  | République tchèque    | - |       | 80-67 | 72-61 |
| 3    | Israël             | 4   | 3 | 1 | 2 | 237 | 245 | -8   |  | Israël                | - | -     |       | 82-73 |
| 4    | Hongrie            | 3   | 3 | 0 | 3 | 192 | 250 | -58  |  | Hongrie               | - | -     | -     |       |

## Tournoi final
|  | Demi-finales | Demi-finales | Demi-finales | Demi-finales |                               |        | Finale | Finale | Finale | Finale |
|  |              |              |              |              |                               |        |        |        |        |        |
|  |              |              |              |              |                               |        |        |        |        |        |
|  | E1           | France       | 64           | 64           |                               |        |        |        |        |        |
|  | E1           | France       | 64           | 64           |                               |        |        |        |        |        |
|  | F2           | Serbie       | 76           | 76           |                               |        |        |        |        |        |
|  | F2           | Serbie       | 76           | 76           | Serbie                        | Serbie | 60     | 60     |        |        |
|  |              |              |              |              | Serbie                        | Serbie | 60     | 60     |        |        |
|  |              |              | Espagne      | Espagne      | 75                            | 75     |        |        |        |        |
|  | E2           | Espagne      | Espagne      | Espagne      | 75                            | 75     | 78     | 78     |        |        |
|  | E2           | Espagne      |              |              |                               |        |        | 78     |        |        |
|  | F1           | Turquie      | 66           | 66           |                               |        |        |        |        |        |
|  | F1           | Turquie      | 66           | 66           | Match pour la troisième place |        |        |        |        |        |
|  |              |              |              |              |                               |        |        |        |        |        |
|  |              |              |              |              |                               |        |        |        |        |        |
|  | Turquie      | Turquie      | 63           | 63           |                               |        |        |        |        |        |
|  | Turquie      | Turquie      | 63           | 63           |                               |        |        |        |        |        |
|  | France       | France       | 65           | 65           |                               |        |        |        |        |        |
|  | France       | France       | 65           | 65           |                               |        |        |        |        |        |

Source : FIBA

## Matches de classement

### 5eà8eplace
|  | 5e à 8e place | 5e à 8e place | 5e à 8e place | 5e à 8e place |          |        | 5e place | 5e place | 5e place | 5e place |
|  |               |               |               |               |          |        |          |          |          |          |
|  |               |               |               |               |          |        |          |          |          |          |
|  | E3            | Russie        | 69            | 69            |          |        |          |          |          |          |
|  | E3            | Russie        | 69            | 69            |          |        |          |          |          |          |
|  | F4            | Italie        | 83            | 83            |          |        |          |          |          |          |
|  | F4            | Italie        | 83            | 83            | Italie   | Italie | 75       | 75       |          |          |
|  |               |               |               |               | Italie   | Italie | 75       | 75       |          |          |
|  |               |               | Belgique      | Belgique      | 78       | 78     |          |          |          |          |
|  | F3            | Allemagne     | Belgique      | Belgique      | 78       | 78     | 72       | 72       |          |          |
|  | F3            | Allemagne     |               |               |          |        |          | 72       |          |          |
|  | E4            | Belgique      | 76            | 76            |          |        |          |          |          |          |
|  | E4            | Belgique      | 76            | 76            | 7e place |        |          |          |          |          |
|  |               |               |               |               |          |        |          |          |          |          |
|  |               |               |               |               |          |        |          |          |          |          |
|  | Russie        | Russie        | 78            | 78            |          |        |          |          |          |          |
|  | Russie        | Russie        | 78            | 78            |          |        |          |          |          |          |
|  | Allemagne     | Allemagne     | 52            | 52            |          |        |          |          |          |          |
|  | Allemagne     | Allemagne     | 52            | 52            |          |        |          |          |          |          |

Source : FIBA

### 9eà12eplace
|  | 9e à 12e place | 9e à 12e place | 9e à 12e place | 9e à 12e place |           |          | 9e place | 9e place | 9e place | 9e place |
|  |                |                |                |                |           |          |          |          |          |          |
|  |                |                |                |                |           |          |          |          |          |          |
|  | E5             | Biélorussie    | 74             | 74             |           |          |          |          |          |          |
|  | E5             | Biélorussie    | 74             | 74             |           |          |          |          |          |          |
|  | F6             | Bulgarie       | 76             | 76             |           |          |          |          |          |          |
|  | F6             | Bulgarie       | 76             | 76             | Bulgarie  | Bulgarie | 62       | 62       |          |          |
|  |                |                |                |                | Bulgarie  | Bulgarie | 62       | 62       |          |          |
|  |                |                | Grèce          | Grèce          | 60        | 60       |          |          |          |          |
|  | F5             | Lettonie       | Grèce          | Grèce          | 60        | 60       | 64       | 64       |          |          |
|  | F5             | Lettonie       |                |                |           |          |          | 64       |          |          |
|  | E6             | Grèce          | 71             | 71             |           |          |          |          |          |          |
|  | E6             | Grèce          | 71             | 71             | 11e place |          |          |          |          |          |
|  |                |                |                |                |           |          |          |          |          |          |
|  |                |                |                |                |           |          |          |          |          |          |
|  | Biélorussie    | Biélorussie    | 68             | 68             |           |          |          |          |          |          |
|  | Biélorussie    | Biélorussie    | 68             | 68             |           |          |          |          |          |          |
|  | Lettonie       | Lettonie       | 56             | 56             |           |          |          |          |          |          |
|  | Lettonie       | Lettonie       | 56             | 56             |           |          |          |          |          |          |

Source : FIBA

## Classement final
| Place                | Équipe             | Vict.-Déf. |           |
| Vainqueur            | Vainqueur          | Vainqueur  | Vainqueur |
| -------------------- | ------------------ | ---------- | --------- |
| 1                    | Espagne            | 8 - 0      |           |
| Échec en finale      |                    |            |           |
| 2                    | Serbie             | 6 - 2      |           |
| Échec en ½ finale    |                    |            |           |
| 3                    | France             | 7 - 1      |           |
| 4                    | Turquie            | 4 - 4      |           |
| Échec en ¼ de finale |                    |            |           |
| 5                    | Belgique           | 5 - 3      |           |
| 6                    | Italie             | 4 - 4      |           |
| 7                    | Russie             | 5 - 3      |           |
| 8                    | Allemagne          | 3 - 5      |           |
| Échec en ⅛ de finale |                    |            |           |
| 9                    | Bulgarie           | 4 - 4      |           |
| 10                   | Grèce              | 2 - 6      |           |
| 11                   | Biélorussie        | 3 - 5      |           |
| 12                   | Lettonie           | 3 - 5      |           |
| 13                   | Ukraine            | 3 - 3      |           |
| 14                   | République tchèque | 2 - 4      |           |
| 15                   | Israël             | 1 - 5      |           |
| 16                   | Hongrie            | 0 - 6      |           |

## Leaders statistiques

### Points
| Place | Nom                  | Équipe      | PPG  |
| ----- | -------------------- | ----------- | ---- |
| 1     | Arina Bilotserkivska | Ukraine     | 22,0 |
| 2     | Jaklin Zlatanova     | Bulgarie    | 20,6 |
| 3     | Margret Skuballa     | Allemagne   | 19,3 |
| 4     | Viktoryia Hasper     | Biélorussie | 18,5 |
| 5     | Bahar Çağlar         | Turquie     | 18,0 |

### Rebonds
| Place | Nom                 | Équipe    | RBD  |
| ----- | ------------------- | --------- | ---- |
| 1     | Ekaterina Abramzon  | Israël    | 12,8 |
| 2     | Aija Putnina        | Lettonie  | 11,0 |
| 3     | Anna-Christine Görg | Allemagne | 10,8 |
| 4     | Bahar Çağlar        | Turquie   | 10,4 |
| 5     | Laëtitia Kamba      | France    | 9,6  |

### Passes
| Place | Nom                  | Équipe   | AST |
| ----- | -------------------- | -------- | --- |
| 1     | Marjorie Carpréaux   | Belgique | 6,8 |
| 2     | Silvia Dominguez     | Espagne  | 5,6 |
| 3     | Miljana Bojovic      | Serbie   | 4,1 |
| 4     | Arina Bilotserkivska | Ukraine  | 3,7 |
| -     | Chen Segal           | Israël   | 3,7 |